# Last Cut - Ultimo taglio
Last Cut - Ultimo taglio è un film del 1997 diretto da Marcello Avallone.